# Theodor Birckmann
Theodor Birckmann (auch Theodor Birkmann, * 1531 in Köln (unsicher); † 15. September 1586 ebenda (unsicher)) war ein deutscher Mediziner und Chemiker. Er war einer der Söhne des Kölner Buchdruckers und Buchhändlers Arnold Birckmann.

## Leben und Werk
Theodor Birckmann studierte zunächst Philosophie in seiner Heimatstadt (ab 14. März 1551), dann Medizin (unter anderem 1555 an der Universität Montpellier und 1558 bis 1560 in Padua) und erwarb sich den Ruf eines erfahrenen Arztes. Er sezierte zahlreiche Leichen. Birckmann konnte sich als Mediziner ein beträchtliches Immobilienvermögen in Köln aufbauen. Er konnte dort unter anderem den sogenannten Brabanter Hof erwerben, den er von Grund auf neu aufbaute.
Theodor Birckmann unterstützte seinen Bruder Johann Birckmann als Mediziner in dessen Verlegergeschäft.
Theodor Birckmann starb am 15. September 1586 im Alter von ungefähr 50 Jahren.